# Temporada de huracanes del Atlántico de 1994
La temporada de huracanes del Atlántico de 1994 fue la última del período de oscilación multidecadal negativa más reciente del Atlántico ("era de baja actividad" o "fase fría") de formación de ciclones tropicales en la cuenca. La temporada produjo siete ciclones tropicales y tres huracanes, un total muy por debajo del promedio estacional. La temporada comenzó oficialmente el 1 de junio y finalizó el 30 de noviembre de 1994, fechas que convencionalmente limitan el período anual en que la mayoría de los ciclones tropicales tienden a formarse en el Océano Atlántico. El primer ciclón tropical, la tormenta tropical Alberto, se formó el 30 de junio, mientras que la última tormenta, el huracán Gordon, se disipó el 21 de noviembre. La temporada fue inusual, ya que no produjo huracanes importantes, que son aquellos de categoría 3 o superior en la escala de huracanes de Saffir-Simpson (EHSS). El huracán más intenso, el huracán Florence, alcanzó su punto máximo como tormenta de categoría 2 con vientos de 110 mph (180 km/h).
Alberto produjo lluvias e inundaciones significativas en el sureste de los Estados Unidos, dañando o destruyendo más de 18.000 hogares. En agosto, la tormenta tropical Beryl produjo fuertes lluvias en Florida, Georgia, Carolina del Sur y Carolina del Norte, con lluvias moderadas a fuertes en varios otros estados. Beryl causó numerosas lesiones, muchas de las cuales ocurrieron a partir de un tornado asociado con la tormenta tropical. La tormenta tropical Debby mató a nueve personas en el Caribe en septiembre. El huracán Gordon fue la tormenta más significativa de la temporada, causando daños desde Costa Rica hasta Carolina del Norte entre sus seis toques de tierra. Las inundaciones extremas y los deslizamientos de tierra de Gordon causaron aproximadamente 1.122 muertes en Haití; casi el 97% de las muertes de esta temporada se debieron a Gordon. Gordon también fue uno de los huracanes del Atlántico de mayor duración registrados en ese momento. Además, un huracán del noreste en diciembre pudo haber tenido características tropicales, aunque debido a la incertidumbre, no se clasificó como un sistema tropical.

## Pronósticos
| Record                    | Tormentas nombradas | Huracanes | Huracán mayor    | Ref   |
| ------------------------- | ------------------- | --------- | ---------------- | ----- |
| Promedio:                 | 9                   | 5         | 2                |       |
| Récord de actividad alta  | 2020: 30            | 2005: 15  | 2020: 7 (Empate) | [ 1 ] |
| Récord de actividad baja: | 1914: 1             | 1914: 0   | 1914: 0          | [ 1 ] |
| 19 de noviembre de 1993   | 13                  | 5         | 2                | [ 2 ] |
| 5 de junio de 1994        | 9                   | 5         | 1                | [ 3 ] |
| 4 de agosto de 1994       | 7                   | 4         | 1                | [ 4 ] |
| Actividad registrada:     | 7                   | 3         | 0                |       |

Los pronósticos de actividad huracanada se emiten antes de cada temporada de huracanes por reconocidos expertos en huracanes, como William M. Gray y sus colaboradores de la Universidad Estatal de Colorado. Una temporada normal, según la define la Administración Nacional Oceánica y Atmosférica (NOAA), se caracteriza por la formación de entre seis y catorce tormentas nombrada, de las cuales entre cuatro y ocho alcanzan la categoría de huracán, y de uno a tres huracanes mayores. El pronóstico predijo la formación de un total de diez tormentas, de las cuales seis alcanzarían la categoría de huracán. El pronóstico también proyectó que tres de los huracanes alcanzarían la categoría de huracán mayor.

## Resumen de la temporada
En cuanto a la actividad de ciclones tropicales, la temporada estuvo por debajo del promedio, con solo siete tormentas con nombre, tres huracanes y ningún huracán mayor. Solo otras cuatro temporadas desde el inicio de la era de los satélites (1968, 1972, 1986 y 2013) no presentaron ningún huracán mayor. Por primera vez desde que comenzaron a llevarse registros confiables en la década de 1940, no se formaron tormentas con la intensidad de un huracán durante los meses de septiembre y octubre. Sin embargo, en el mes de noviembre sí se formaron dos huracanes, la primera vez que esto ocurre desde 1980. La baja actividad estacional se atribuye a la presencia de El Niño, un fenómeno global acoplado océano-atmósfera. La temporada comenzó oficialmente el 1 de junio y terminó el 30 de noviembre. Estas fechas delimitan convencionalmente el período de cada año en que la mayoría de los ciclones tropicales tienden a formarse en el Océano Atlántico. La actividad de la temporada se reflejó en un índice de Energía Ciclónica Acumulada (ACE) bajo de 32.

## Ciclones tropicales

### Tormenta tropical Alberto
La primera tormenta de la temporada se formó el 30 de junio cerca del extremo occidental de Cuba. Inicialmente fue hacia el oeste, después la depresión giró hacia el norte, aunque permaneció mal definida. En las primaras horas del 2 de julio, la depresión se organizó en la tormenta tropical Alberto. Alcanzó su punto máximo como tormenta tropical con vientos de 105 km/h (65,2 mph), y tocó tierra cerca de Destin, Florida el 3 de julio. La tormenta se debilitó rápidamente a una depresión tropical sobre Alabama mientras continuaba hacia el noreste, pero retuvo una circulación bien organizada. Altas presiones se acumularon al norte y al este, lo que provocó que el remanente de la depresión tropical se detuviera sobre el noroeste de Georgia. Comenzó a desplazarse hacia el oeste y se disipó sobre el centro de Alabama el 7 de julio.
Alberto provocó algunas de las peores inundaciones jamás observadas en partes de Georgia, Alabama y Florida. Como resultado del movimiento lento de la tormenta, cayeron 690 milímetros (27,2 plg) de lluvia en algunos lugares. Debido a la inundación repentina, se informaron 33 muertes, principalmente en Georgia. Más de 18.000 viviendas resultaron dañadas o destruidas y más de 1.000 carreteras sufrieron daños. Unas 360.000ha de cultivos se vieron afectadas por la tormenta y 218 represas fallaron. El daño total de la tormenta ascendió a $1.030 millones (1994 USD). La inundación de Alberto se considera uno de los peores desastres naturales en la historia de Georgia.

### Depresión tropical Dos
Los orígenes de la depresión eran de una amplia vaguada que se extendía hacia el noreste desde Bahamas. Se desarrolló un área de convección cerca de Bahamas, generando un área de baja presión el 19 de julio. Al día siguiente, el sistema se organizó en la depresión tropical Dos, después de la confirmación por parte de un cazador de huracanes. Al desarrollarse, la depresión estaba mal organizada, con la mayoría de las tormentas ubicadas al sur del centro. El 20 de julio, la circulación se organizó mejor a medida que aumentaba la convección; sin embargo, la depresión tocó tierra cerca de Georgetown, Carolina del Sur a las 1400 UTC sin intensificarse más allá de vientos de 55 kilómetros por hora (34 mph). A medida que avanzaba tierra adentro, giró hacia el norte y se disipó el 21 de julio cerca de Charlotte, Carolina del Norte. El remanente continuó hacia el noreste a través del noreste de los Estados Unidos, y se volvió inidentificable el 22 de julio al ingresar a Nueva Escocia.
Nunca se pronosticó que la depresión alcanzara el estado de tormenta tropical. Las autoridades emitieron avisos de inundaciones repentinas para partes del sureste de los Estados Unidos. La depresión tropical Dos dejó caer lluvias ligeras en todo el sureste de los Estados Unidos, en los Atlántico Medio y en partes de Nueva Inglaterra. Fue el primer sistema tropical en tocar tierra en Carolina del Sur desde el Huracán Hugo. Las precipitaciones alcanzaron un máximo de 174 mm (7 plg) en Hamlet, North Carolina. No hubo informes de daños o víctimas asociados con la depresión tropical Dos.

### Tormenta tropical Beryl
Después de un comienzo lento de la temporada, la tormenta tropical Beryl se formó como depresión tropical el 14 de agosto en el Golfo de México. El centro se movió lenta y erráticamente en respuesta a una vaguada que se aproximaba, y después de moverse hacia el norte, la tormenta tocó tierra cerca de Panama City, Florida como tormenta tropical. Debilitada aceleró hacia el norte-noreste, y el sistema fue identificable como un sistema de baja presión tan al norte como Connecticut.
La tormenta tropical Beryl produjo fuertes lluvias en Florida, Georgia, Carolina del Sur y Carolina del Norte, con lluvias de moderadas a fuertes en varios otros estados. Varios ríos desde Florida hasta Nueva York se acercaron o superaron el nivel de inundación. Aunque no hubo muertes directamente relacionadas con Beryl, se informaron varias lesiones, incluidos 37 personas heridas debido a un tornado EF3 asociado que se produjo en Lexington, Carolina del Sur. Los daños a la propiedad se estimaron en $73 millones (1994 USD).

### Huracán Chris
El huracán Chris se originó a partir de una Onda tropical que emergió de la costa oeste de África el 11 de agosto y se dirigió hacia el oeste. La perturbación asociada se organizó y fue declarada depresión tropical el 16 de agosto, mientras la tormenta tropical Beryl estaba sobre tierra. La depresión se intensificó a tormenta tropical el 17 de agosto y al día siguiente adquirió intensidad de huracán. Chris mantuvo la fuerza de un huracán durante dos días, antes de que el aumento de la cizalladura del viento hiciera que el ciclón se debilitara. La tormenta se mantuvo alejada de la tierra, pasando al este de Bermuda el 21 de agosto, antes de fusionarse con una zona extratropical baroclínica al sureste de Terranova.
El huracán Chris dejó caer 72 milímetros (2,8 plg) de lluvia en las Bermudas, aunque no se reportaron daños ni muertes.

### Depresión tropical Cinco
Una onda tropical que se apreció por primera vez el 17 de agosto se dirigió hacia el oeste y llegó al Caribe el 26 de agosto. La onda atravesó la Península de Yucatán y se convirtió en una depresión tropical el 29 de agosto en la Bahía de Campeche. Moviéndose hacia el oeste-noroeste, el sistema permaneció por debajo del estado de tormenta tropical y tocó tierra cerca de Tampico el 31 de agosto.
México se vio afectado por lluvias de la depresión tropical Cinco, que alcanzaron un máximo de 410 milímetros (16,1 plg), mientras que la humedad asociada de la depresión afectó a San Antonio, Texas.

### Tormenta tropical Debby
Una depresión tropical se desarrolló a partir de otra onda tropical el 9 de septiembre. Las observaciones de superficie y los informes de barcos sugirieron que se convirtió en la tormenta tropical Debby el 10 de septiembre, a pesar de la mala organización evidenciada por las imágenes de satélite. Con vientos máximos de 115 km/h (71,5 mph), la tormenta avanzó hacia el oeste a través de las Islas de Sotavento y encontró una cizalladura del viento que limitó la intensidad y la organización de la tormenta. La cizalladura del viento provocó el deterioro del sistema y la circulación degeneró en una onda tropical el 11 de septiembre.
La tormenta tropical Debby mató a cuatro personas e hirió a 24 en St. Lucía. Las fuertes lluvias provocaron inundaciones y deslizamientos de tierra, que arrastraron chozas en las laderas, ocho puentes y partes de las carreteras. Las inundaciones llegaron a la altura del pecho en algunos lugares y los vientos de la tormenta dañaron las plantaciones de banano. Los deslizamientos de tierra causados por la tormenta bloquearon las carreteras y se interrumpió el suministro de agua. En Martinica, una persona se ahogó y algunas ciudades se inundaron. Los árboles caídos hicieron que las carreteras fueran intransitables y hasta 20.000 personas en la isla se quedaron sin electricidad. Tres muertes ocurrieron en la República Dominicana y un pescador se ahogó en Puerto Rico. A lo largo de las áreas afectadas por Debby, se estima que cientos de personas quedaron sin hogar.

### Tormenta tropical Ernesto
Una onda tropical salió de África el 18 de septiembre con un área de convección profunda organizada. La ola fue una de una serie de fuertes olas que salieron de África más tarde en el pico climatológico de la temporada. Técnica de Dvorak comenzó el 21 de septiembre, y más tarde ese mismo día el sistema se convirtió en la depresión tropical Siete a unos 810 km (503 mi) al suroeste de Cabo Verde. La cizalladura del viento fue marginalmente favorable para el desarrollo y la depresión se intensificó hasta convertirse en la tormenta tropical Ernesto el 22 de septiembre. A la mañana siguiente, la tormenta alcanzó su máxima intensidad, con vientos de 95 km/h (59 mph) y una presión atmosférica mínima de 997mbar.
Después de alcanzar su punto máximo, Ernesto entró en un área de creciente de cizalladura del viento y un flujo troposférico superior más fuerte, lo que resultó en una tendencia de debilitamiento constante. Después de que la mayor parte de la convección disminuyó en el centro, la tormenta se debilitó a depresión tropical el 24 de septiembre. Posteriormente, desaceleró y viró hacia el oeste-noroeste. El último aviso público que se emitió sobre la depresión tropical Ernesto fue a las 2100 UTC del 25 de septiembre, aunque no se disipó hasta la madrugada del día siguiente, sobre 725 km (450 mi) al oeste de Cabo Verde. Los remanentes continuaron generalmente hacia el oeste, ocasionalmente volvieron a desarrollar una convección profunda pero nunca se convirtieron en un ciclón tropical. Los restos ya no eran identificables el 29 de septiembre.

### Depresión tropical Ocho
La octava depresión de la temporada se formó con poca convección el 19 de septiembre en el suroeste del Caribe. El área de convección duró varios días moviéndose de dirección noroeste a noreste. Se estimó que la ola se fortaleció en la depresión tropical Ocho el 24 de septiembre cerca de la costa de Honduras. Un avión de la Fuerza Aérea encontró la depresión con una circulación mal organizada y una presión de 1007 mbar. La depresión se movió hacia el oeste a 12 a 17 kilómetros por hora (7,5 a 10,6 mph) el 25 de septiembre. Justo antes de tocar tierra en Belice el 25 de septiembre, la depresión tropical Ocho alcanzó su punto máximo de intensidad de 55 km/h (34 mph) y 1004mbar. La depresión tocó tierra en México y se disipó al día siguiente sobre Guatemala. Los informes muestran que los restos de Ocho se convirtieron en la depresión tropical Diez. La tormenta dejó fuertes precipitaciones en Belice y sus alrededores.

### Depresión tropical Nueve
La depresión tropical Nueve comenzó como una circulación de nubes bien definida que se movió frente a la costa de África el 26 de septiembre. La circulación fue elevada a la novena depresión de la temporada de 1994, a 280 kilómetros (11 023 622 plg) al sureste de Cabo Verde al día siguiente a las 1200 UTC cuando los patrones de bandas de nubes se hicieron evidentes en las imágenes de satélite. La depresión se movió hacia el norte-noroeste a 20 km/h (12,4 mph) o menos, alcanzando la intensidad máxima al comienzo del día 28 de septiembre, alrededor de las 0600 UTC, pero el LLCC quedó expuesto y la depresión perdió gran parte de su convección profunda más tarde ese día. El NHC declaró que Nueve se disipó temprano el 29 de septiembre, cerca de Sal en las islas de Cabo Verde.

### Depresión tropical Diez
Los remanentes de la depresión tropical Ocho se mantuvieronsobre el noroeste del Caribe a fines de septiembre. La convección aumentó y se organizó después de que una onda tropical llegara al área. Pronto se desarrolló una circulación dentro del área de baja presión. Se estimó que la depresión tropical Diez se formó el 29 de septiembre a las 0600 UTC. Un avión de reconocimiento no indicó circulación cerrada por la proximidad con Cuba, lo que ocasionó dificultades con las estimaciones de intensidad satelital. El sistema estaba relativamente desorganizado, potencialmente desembarcando en el oeste de Cuba cerca del Cabo San Antonio. La depresión tropical entró en el Golfo de México el 30 de septiembre mientras giraba hacia el noroeste. El 30 de septiembre a las 0600 UTC, la depresión tropical alcanzó su máxima intensidad, los vientos alcanzaron 57 km/h (35,4 mph) y la presión central mínima descendió a 1004 mbar. La depresión pronto fue absorbida por un sistema no tropical más grande en el sur del Golfo de México. A las 1800 UTC del 30 de septiembre, la depresión tropical Diez había sido completamente absorbida por el sistema no tropical. Las predicciones iniciales del Centro Nacional de Huracanes estimaron que la depresión se convertiría rápidamente en una tormenta tropical. La depresión dejó caer fuertes lluvias en Cuba, alcanzando 305 milímetros (12,0 plg) en un período de 24 horas en Girón. La precipitación de la depresión tropical en los Cayos de Florida fue de alrededor de 127 milímetros (5 plg). Los remanentes de la depresión arrojaron fuertes lluvias en Florida, causando daños por $5 millones (USD de 1994).

### Huracán Florence
Los orígenes de Florencia se remontan a un área de baja presión que se desarrolló a finales de octubre con un estacionario sistema frontal que se encontraba a 1.850 km al este-sureste de Bermudas. La borrasca gradualmente se fue separando del frente y comenzó a desarrollarse. El sistema no era totalmente tropical, los vientos más fuertes se registraron a unos trescientos kilómetros del centro, y fue clasificado como un Ciclón subtropical en la mañana del 2 de noviembre. La intensificación siguió poco después y la depresión subtropical se actualizó a una tormenta subtropical. Esto se basó en informes reportados por un barco de vientos sostenidos de 65 km/h asociados con el sistema. El 3 de noviembre, la tormenta se desorganizó y se degradó a depresión subtropical. Por la tarde, el sistema subtropical comenzó a experimentar una transición de un sistema subtropical a sistema tropical. Más tarde ese mismo día, la tormenta fue clasificada como la depresión tropical Once mientras se encontraba a 1.400 km al este-sureste de Bermudas. La depresión se movió hacia el noroeste a 13 km/h y el mismo fue afectado por un gran frente en el nivel superiora situado sobre el sistema, haciendo que Once se moviera por la periferia del frente. La depresión fue actualizada a tormenta tropical al día siguiente. Sin embargo, la tormenta no era completamente tropical, debido a la influencia del frente superior, pero hubo una ligera mejoría. Por la tarde del 4 de noviembre, completó su transición a ciclón tropical y la convencción profunda se desarrolló, causando que la tormenta rápidamente se intensificara; con los vientos incrementándose en 30 km/h en cuestión de 6 horas. La tendencia en la intensificación se prevelló que continuara y Florencia se convertiría en el segundo huracán de la temporada en 12 horas. Más tarde el mismo día, fue actualizado a huracán cuando una sólida área de convección profunda se desarrolló alrededor del centro de circulación. Un ojo también apareció en los infrarrojos del satélite pero no fue asociado con un significativo fortalecimiento. Florencia se fue lentamente intensificando a medida que el ojo persistía y la estructura sufría una ligera mejoría. En la mañana del 6 de noviembre, el ojo quedó menos definido y las nubes altas alrededor de él se calentaban. La tormenta también cambió su movimiento hacia el norte, un frente ubicado al sureste comenzó a moverse hacia el este, moviendo a Florence con él. Cuando el frente se movió más hacia el este, las corrientes en la zona de Florence lo debilitaron, dejando a la tormenta estancada en la noche del 6 de noviembre. En la mañana del 7 de noviembre, el ojo comenzó a reaparecer y la tormenta giró hacia el noroeste y la velocidad del movimiento comenzó a aumentar rápidamente. Más tarde esa mañana, Florence había desarrollado una gran ojo, de 55 a 65 km y la velocidad del movimiento continuó aumentando La intensificación continuó en las horas de la tarde, fue actualizado a categoría 2 con vientos de 155 km/h. Un fuerte ciclón extratropical localizado al norte de Florence fue el causante de que se moviera al noroeste con un movimiento rápido de 48 km/h. Operativamente, se informó de que Florence, alcanzó el máximo de su intensidad, pero el análisis posterior determinó que la temporada de la tormenta alcanzó su máxima intensidad, poco menos de huracán major—una tormenta con vientos de 178 km/h o más— a finales del 7 de noviembre. En la mañana del 8 de noviembre, se debilitó ligeramente a la categoría 1. El gran sistema en el norte siguió siendo motivo de que Florence se moviera a 93 km/h. Dado que la tormenta estaba muy cerca de un frente frío, se esperaba que rápidamente sufriera una transición hacia un ciclón extratropical. Más tarde esa mañana, Florence fue absorbido por una ciclón extratropical mientras todavía mantenía vientos con fuerza de huracán.

### Huracán Gordon
El huracán Gordon fue la última tormenta de la temporada. El sistema se formó cerca de Panamá en el suroeste del Mar Caribe el 8 de noviembre. Gordon se fortaleció hasta convertirse en una tormenta tropical y se abrió camino hacia el norte hacia las Antillas Mayores. A pesar de las aguas cálidas, la cizalladura del viento persistente impidió un fortalecimiento significativo. Ejecutando un giro lento hacia el norte y luego hacia el noroeste, Gordon tocó tierra dos veces más, en el este de Jamaica y en el este de Cuba. Cuando tocó tierra por cuarta vez cruzando los Cayos de Florida, interactuó con un ciclón en la troposfera superior y una serie de mínimos ciclónicos que prestó a la tormenta algunas características subtropicales. Después de unos días como un híbrido inusual de un sistema tropical y subtropical en el Golfo de México, la tormenta recuperó su estatus de tormenta tropical e tocó tierra otra vez en la península de Florida y continuó hacia el Océano Atlántico. En el Atlántico, Gordon se convirtió rápidamente en un huracán de categoría 1. Se acercó brevemente a Carolina del Norte, pero finalmente la tormenta se dirigió hacia el sur, debilitándose hasta convertirse en una tormenta tropical menor antes de tocar tierra por sexta y última vez en la costa este de Florida. En general, la tormenta tocó tierra seis veces.
El huracán Gordon causó graves daños y 1.122 muertes en Haití; los efectos de la tormenta se extendieron desde Costa Rica hasta Carolina del Norte en los Estados Unidos. Sobre La Española, el persistente flujo del sur hacia el este de la tormenta, combinado con el fuerte movimiento de la pendiente ascendente de la tierra, generó lluvias prolongadas que provocaron inundaciones y deslizamientos de tierra desastrosos. Las inundaciones extremas provocaron unas 1.122 muertes en Haití, aunque algunos informes indican que murieron hasta 2.000 personas. También se reportaron seis muertes en Costa Rica. En otros lugares, se informaron de cinco muertes en la República Dominicana, cuatro en Jamaica, dos en Panamá y dos en Cuba. En Florida, la tormenta causó ocho muertos y 43 heridos. En el Condado de Volusia, 1.236 edificios reportaron daños por inundación. En el estado, los daños totalizaron $400 millones (1994 USD).

### Otras sistemas
- El 30 de septiembre de 1994, un frente de baja presión débil y amplio absorbió los remanentes de la depresión tropical Diez en el sureste del Golfo de México.[41] El Centro de Predicciones Meteorológicas identificó el sistema como una tormenta subtropical el 1 de octubre. El sistema atravesó Florida y el sureste de Estados Unidos el 2 y 3 de octubre; al llegar a la costa atlántica, se convirtió en una onda frontal extratropical.[64] El Centro Nacional de Huracanes no pudo confirmar si el sistema había desarrollado características subtropicales.[6] Fuertes lluvias cayeron en partes del Panhandle de Florida, Georgia y Carolina del Sur.[64] En Florida, la marejada provocó inundaciones costeras menores y erosión de las playas, además de obligar al rescate de 18 personas de embarcaciones zozobrantes. Se produjeron al menos cuatro tornados en el estado. Se produjeron daños en viviendas cerca de Callahan y Shady Grove. Las lluvias provocaron inundaciones en zonas bajas y a lo largo de algunas carreteras, con daños por valor de aproximadamente un millón de dólares.[65] Las fuertes precipitaciones sobre el sur de Georgia inundaron partes de varias carreteras y calles. Además, un tornado F2 en St. Marys destruyó diez viviendas y volcó cinco casas móviles.[65] En Carolina del Sur, cayeron hasta 285 mm (11,24 pulgadas) de lluvia en la isla Hilton Head,[64] lo que causó daños a propiedades e infraestructuras solo en el condado de Beaufort. Las fuertes lluvias y el mar embravecido también causaron inundaciones devastadoras en el condado de Charleston.[65]
- Tras el final oficial de la temporada, a finales de diciembre se formó una tormenta del noreste a partir de una zona de baja presión en el sureste del Golfo de México. Al entrar en las cálidas aguas de la Corriente del Golfo del Atlántico, el sistema comenzó a intensificarse rápidamente y también a mostrar indicios de desarrollo tropical, incluyendo la formación de un ojo. Alcanzó una presión de 970 milibares el 23 y 24 de diciembre, y tras desplazarse hacia el norte, tocó tierra cerca de la ciudad de Nueva York en Nochebuena. Sin embargo, debido a la naturaleza incierta de la tormenta, el Centro Nacional de Huracanes no la clasificó como ciclón tropical.[66][67]

## Nombres de los ciclones tropicales
La siguiente lista de nombres se utilizó para las tormentas con nombre que se formaron en el Atlántico norte en 1994. Esta es la misma lista utilizada para la temporada de 1988, excepto Gordon y Joyce, que reemplazaron a Gilbert y Joan después de esa temporada. En 1994 una tormenta recibió el nombre de Gordon por primera vez. Ningún nombre fue retirado de esta lista después de la temporada, por lo que se utilizó nuevamente para la temporada de 2000.
| - Alberto - Beryl - Chris - Debby - Ernesto - Florence - Gordon | - Helene (sin usar) - Isaac (sin usar) - Joyce (sin usar) - Keith (sin usar) - Leslie (sin usar) - Michael (sin usar) - Nadine (sin usar) | - Oscar (sin usar) - Patty (sin usar) - Rafael (sin usar) - Sandy (sin usar) - Tony (sin usar) - Valerie (sin usar) - William (sin usar) |

## Estadísticas de temporada
Esta es una tabla de las tormentas en 1994 y sus entradas en tierra, si los hubo. Los daños y las muertes totales incluyendo mientras la tormenta fue extratropical o una onda o una borrasca.
| DT | TT | 1 | 2 | 3 | 4 | 5 |

| Nombre                  | Fechas activo               | Categoría de tormenta en intensidad máxima | Vientos máx. (km/h) | Presión min (hPa) | ACE      | Áreas afectadas              | Áreas afectadas  | Áreas afectadas   | Daños (en millones USD) | Muertos |
| Nombre                  | Fechas activo               | Categoría de tormenta en intensidad máxima | Vientos máx. (km/h) | Presión min (hPa) | ACE      | Lugar                        | Fecha            | Vientos (km/h)    | Daños (en millones USD) | Muertos |
| ----------------------- | --------------------------- | ------------------------------------------ | ------------------- | ----------------- | -------- | ---------------------------- | ---------------- | ----------------- | ----------------------- | ------- |
| Alberto                 | 30 de junio-10 de julio     | Tormenta tropical                          | 105 km/h (65 mph)   | 993               | 1,570    | Guane, Cuba                  | 30 de junio      | 55 km/h (34 mph)  | 750                     | 30      |
| Alberto                 | 30 de junio-10 de julio     | Tormenta tropical                          | 105 km/h (65 mph)   | 993               | 1,570    | Destin, Florida              | 3 de julio       | 105 km/h (65 mph) | 750                     | 30      |
| Dos                     | 30-21 de julio              | Depresión tropical                         | 55 km/h (34 mph)    | 1015              | 0,000    | Georgetown, Carolina del Sur | 21 de julio      | 55 km/h (34 mph)  | mínimo                  | 0       |
| Beryl                   | 14-19 de agosto             | Tormenta tropical                          | 100 km/h (62 mph)   | 999               | 0,825    | Panamá City, Florida         | 15 de agosto     | 100 km/h (62 mph) | 73                      | 1       |
| Chris                   | 16-23 de agosto             | Huracán categoría 1                        | 130 km/h (81 mph)   | 979               | 7,500    | Bermuda                      | 22 de agosto     | 65 km/h (40 mph)  | mínimo                  | 0       |
| Cinco                   | 29-31 de agosto             | Depresión tropical                         | 55 km/h (34 mph)    | 1005              | 0,000    | Tampico, México              | 31 de agosto     | 65 km/h (40 mph)  | mínimo                  | 0       |
| Debby                   | 9-11 de septiembre          | Tormenta tropical                          | 115 km/h (71 mph)   | 1006              | 1,370    | Santa Lucía                  | 10 de septiembre | 105 km/h (65 mph) | 230                     | 9       |
| Ernesto                 | 21-26 de septiembre         | Tormenta tropical                          | 100 km/h (62 mph)   | 1000              | 1,510    | Ninguno                      | Ninguno          | Ninguno           | ninguno                 | 0       |
| Ocho                    | 24-26 de septiembre         | Depresión tropical                         | 55 km/h (34 mph)    | 1004              | 0,000    | Al sur de Belice             | 25 de septiembre | 55 km/h (34 mph)  | mínimo                  | 0       |
| Nueve                   | 27-29 de septiembre         | Depresión tropical                         | 55 km/h (34 mph)    | 1007              | 0,000    | Ninguno                      | Ninguno          | Ninguno           | ninguno                 | 0       |
| Diez                    | 29-30 de septiembre         | Depresión tropical                         | 55 km/h (34 mph)    | 1004              | 0,000    | Guane, Cuba                  | 30 de septiembre | 55 km/h (34 mph)  | 5                       | 0       |
| Florence                | 2-8 de noviembre            | Huracán categoría 2                        | 180 km/h (112 mph)  | 972               | 10,400   | Ninguno                      | Ninguno          | Ninguno           | ninguno                 | 0       |
| Gordon                  | 8-21 de noviembre           | Huracán categoría 1                        | 140 km/h (87 mph)   | 980               | 8,350    | Puerto Cabezas, Nicaragua    | 9 de noviembre   | 55 km/h (34 mph)  | 514                     | 1.147   |
| Gordon                  | 8-21 de noviembre           | Huracán categoría 1                        | 140 km/h (87 mph)   | 980               | 8,350    | Kingston, Jamaica            | 13 de noviembre  | 65 km/h (40 mph)  | 514                     | 1.147   |
| Gordon                  | 8-21 de noviembre           | Huracán categoría 1                        | 140 km/h (87 mph)   | 980               | 8,350    | Bahía de Guantánamo, Cuba    | 13 de noviembre  | 70 km/h (43 mph)  | 514                     | 1.147   |
| Gordon                  | 8-21 de noviembre           | Huracán categoría 1                        | 140 km/h (87 mph)   | 980               | 8,350    | Key West, Florida            | 15 de noviembre  | 80 km/h (50 mph)  | 514                     | 1.147   |
| Gordon                  | 8-21 de noviembre           | Huracán categoría 1                        | 140 km/h (87 mph)   | 980               | 8,350    | Fort Myers, Florida          | 16 de noviembre  | 80 km/h (50 mph)  | 514                     | 1.147   |
| Gordon                  | 8-21 de noviembre           | Huracán categoría 1                        | 140 km/h (87 mph)   | 980               | 8,350    | Cabo Cañaveral, Florida      | 21 de noviembre  | 50 km/h (31 mph)  | 514                     | 1.147   |
| Totales de la temporada |                             |                                            |                     |                   |          |                              |                  |                   |                         |         |
| 12                      | 30 de junio-21 de noviembre |                                            | 180 km/h (112 mph)  | 972               | '31,535' | 16                           | 16               | 16                | '1.560'                 | '1.184' |